# Gaastmeer

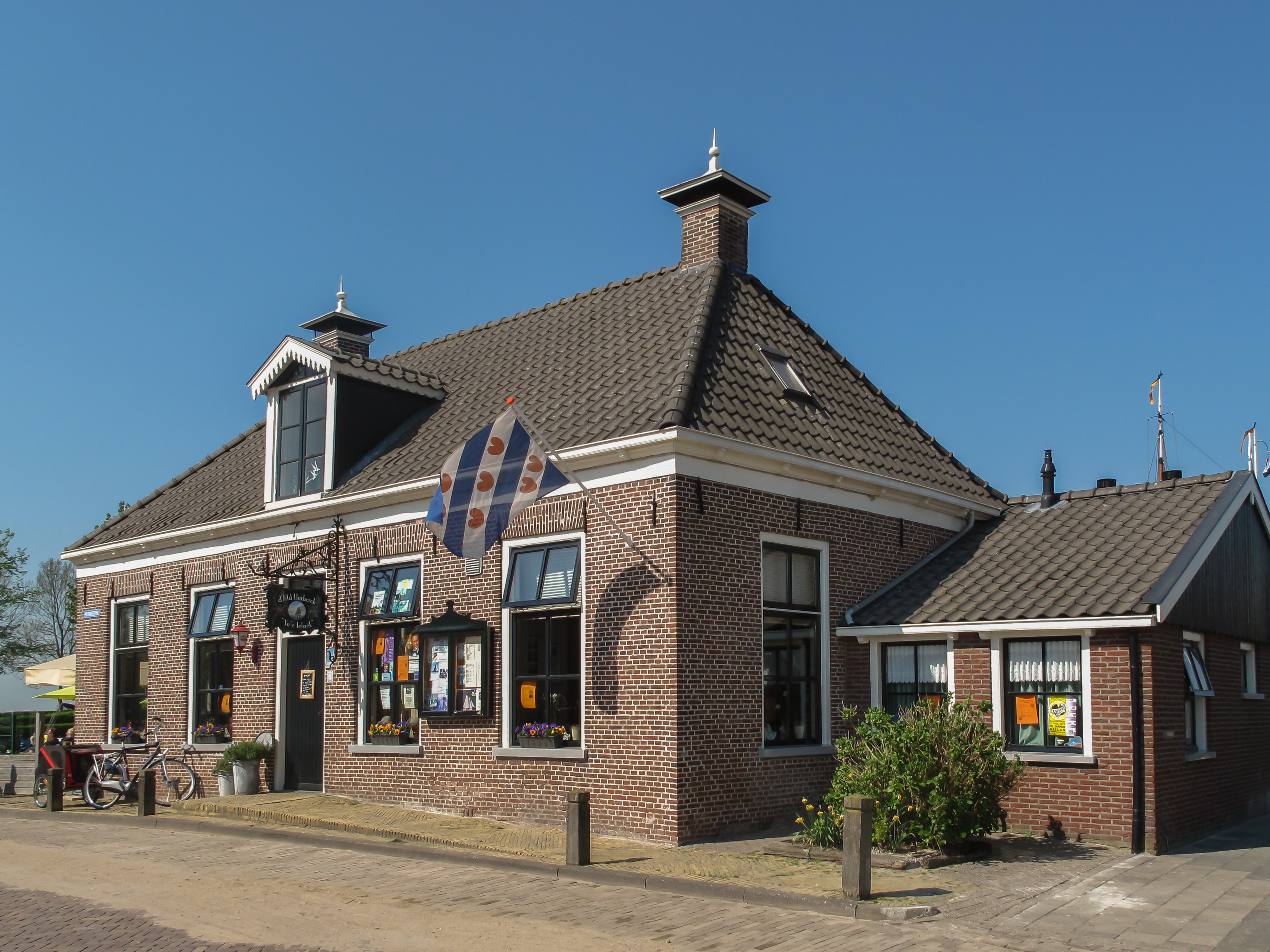
Monumentaal pand in Gaastmeer

Gaastmeer (Fries: De Gaastmar) is een dorp in de gemeente Súdwest-Fryslân, in de Nederlandse provincie Friesland. Gaastmeer ligt tussen Heeg en Workum aan de Fluessen en het Groote Gaastmeer. Gaastmeer is een watersportplaats, in het dorpje zijn twee eetgelegenheden en een kleine supermarkt, gericht op toeristen. 
In 2023 telde het dorp 285 inwoners. In het postcodegebied van Gaastmeer liggen de buurtschappen Kleine Gaastmeer en Vissersburen.

## Geschiedenis
Het dorp is in de middeleeuwen ontstaan aan het water. Gaastmeer was lang niet over land te bereiken via een weg of een pad. Pas in de 19e eeuw veranderde dat.
Het dorp werd in 1132 vermeld als Gersmere, in 1398 als Ghelmeer (te lezen als Ghesmeer), in 1482 als Gasmar, in 1488 in da Gaestmer en in 1505 als Gasmer. De plaatsnaam zou afgeleid kunnen zijn van het Oudfriese woord voor gras, gers. Maar mogelijk wijst het ook naar gaast of geest, een hoger gelegen zandgrond.
Tot 2011 lag Gaastmeer in de voormalige gemeente Wymbritseradeel.

## Kerken
De voormalige gereformeerde kerk van Gaastmeer stamt uit 1888. Deze kerk werd in 1981 gesloten en omgebouwd tot een opslagruimte. De torenspits werd daarbij van de voorgevel verwijderd.
De andere kerk is de Pieltsjerke. Deze kerk stamt oorspronkelijk uit de 19e eeuw maar werd in 1953 bijna geheel herbouwd.

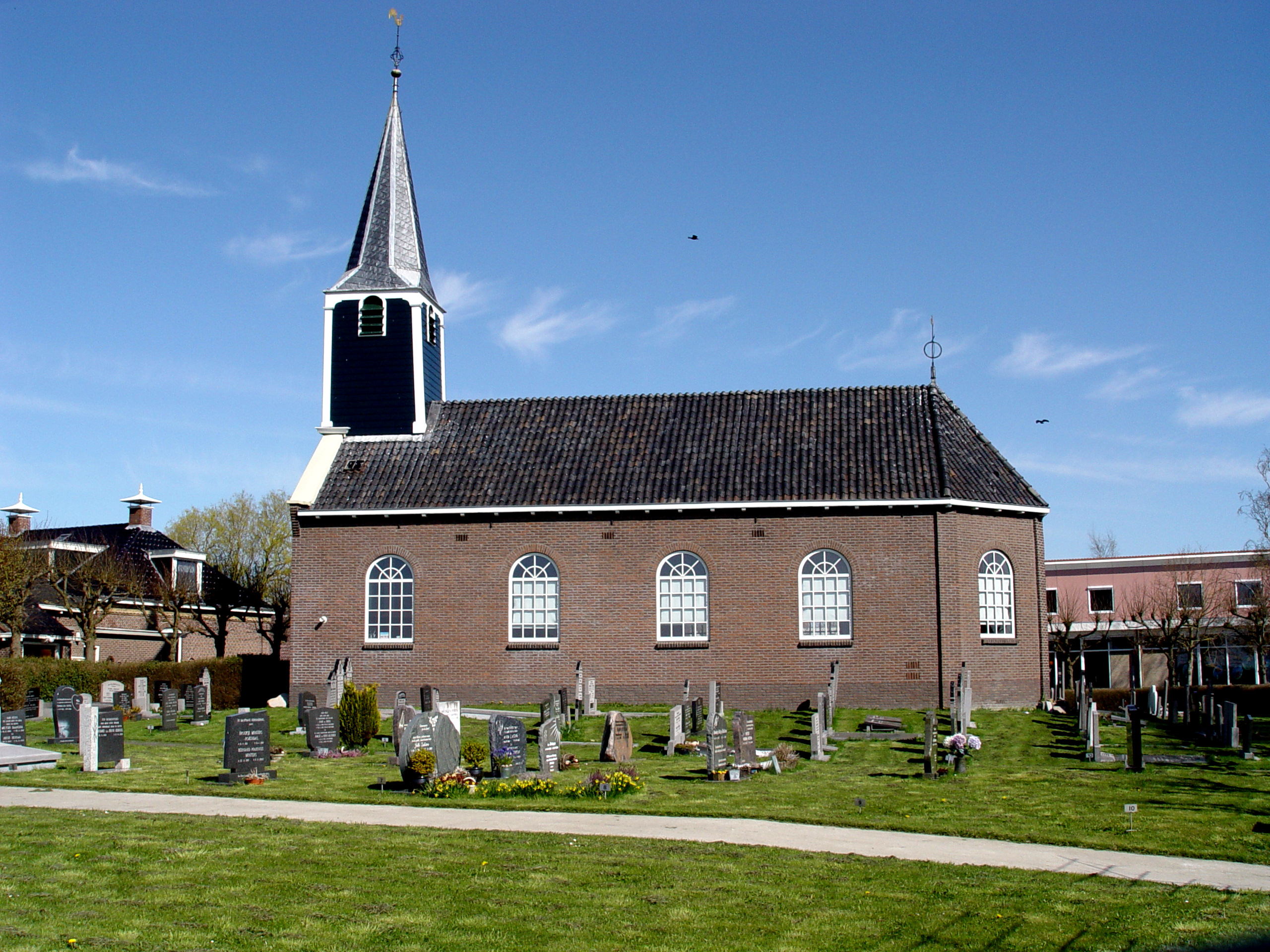
De Pieltsjerke
- Friese kruidkoek in Amsterdam voor het behoud van de dorpskerk in 1957

## Sport
Gaastmeer is geheel gericht op de watersport, met name op het zeilen en plezierjacht. Aan de Wijdesloot bevinden zich een aantal jachthavens en campings.

## Cultuur
Het dorp heeft een fanfare, Concordia genaamd.

## Veerponten
Vanaf Gaastmeer gaan twee fiets- en voetveren: over De Grons naar Nijhuizum en naar It Heidenskip.

## Bekende (oud-)inwoners
Gaastmeer was de woonplaats van de schaatser Berend Hof.